# Euscelimena logani
Euscelimena logani är en insektsart som först beskrevs av Hancock, J.L. 1904.  Euscelimena logani ingår i släktet Euscelimena och familjen torngräshoppor. Inga underarter finns listade i Catalogue of Life.